# Norwalk (Wisconsin)
Norwalk è un villaggio degli Stati Uniti d'America, situato in Wisconsin, nella contea di Monroe.